# St Austell
St Austell (korn. Sen Ostell) – miasto i civil parish w Wielkiej Brytanii, w Anglii w hrabstwie Kornwalia, w dystrykcie (unitary authority) Kornwalia. Jest największym miastem Kornwalii, większym od stolicy hrabstwa Truro i najbardziej znanego miasta regiomu – Penzance. Stacja kolejowa. W 2001 roku miasto liczyło 22 658 mieszkańców. W 2011 roku civil parish liczyła 19 958 mieszkańców.

## Atrakcje turystyczne
- Niedaleko miasta (w granicach administracyjnych) znajduje się największy w Wielkiej Brytanii i prawdopodobnie w Europie ogród botaniczny i palmiarnia The Eden Project. Zbudowany w latach 1995–2001 w wyrobisku starej żwirowni, składa się z kilku części, w tym najbardziej efektownej – kopuł zwanych biomami, w których osiągnięto warunki tropikalne. Zgromadzono tu ok. 20 000 gatunków roślin. Obiekt pełni również funkcje dydaktyczne. Roczna liczbę zwiedzających szacuje się na 1 250 000.

- W okolicy miasta znajdują się Zaginione Ogrody Heliganu, popularny ogród botaniczny.